# Hans Goltz

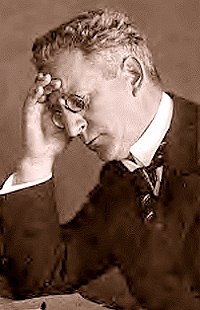
Hans Goltz

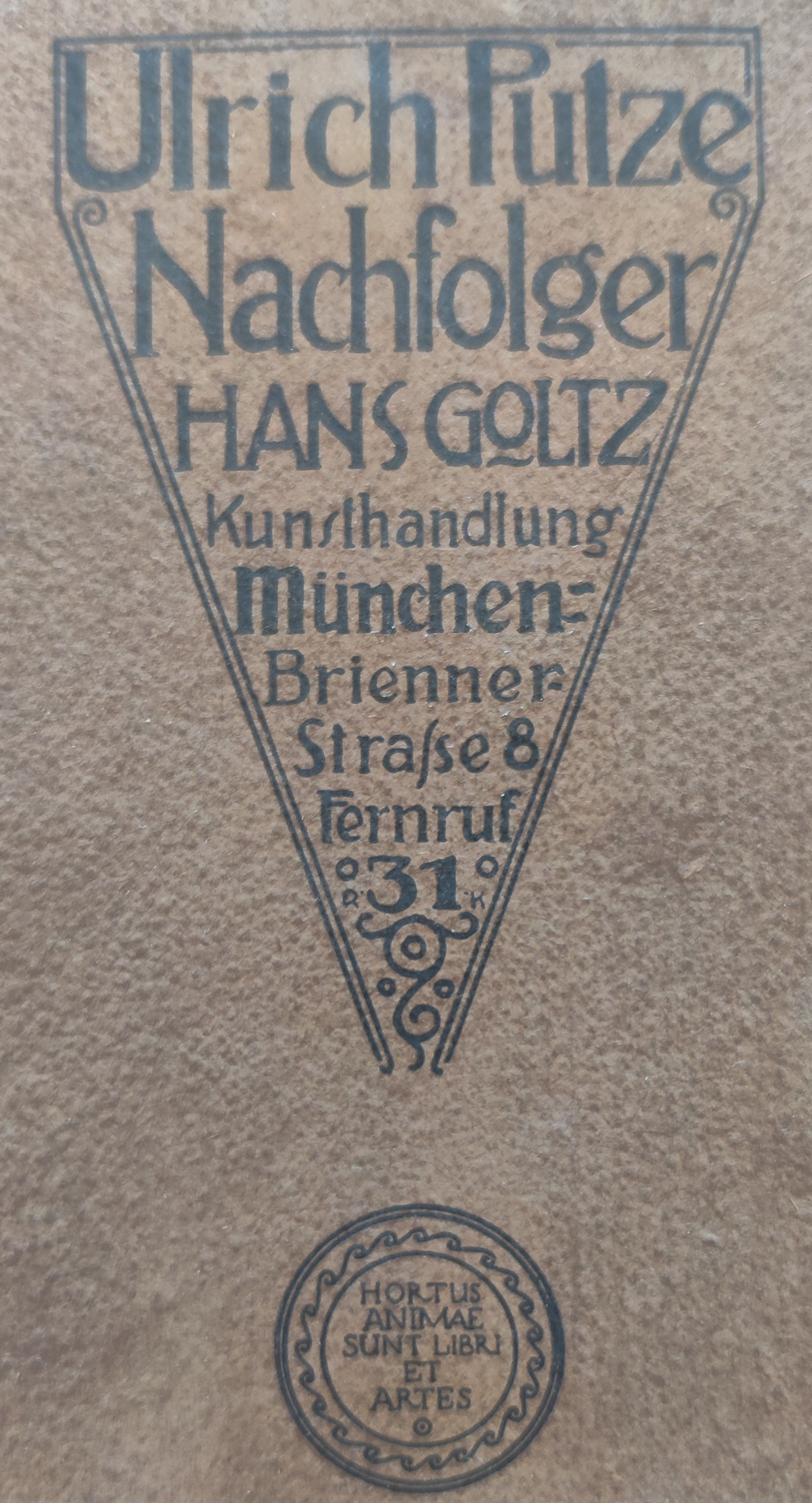
Aufkleber der Kunsthandlung Hans Goltz

Hans Goltz (* 11. August 1873 in Elbing; † 21. Oktober 1927 in Baden-Baden) war ein deutscher Kunsthändler und ein Pionier der modernen Kunst.

## Leben und Wirken
Hans Goltz wurde als viertes von fünf Kindern des Leinenwebers und Kaufmanns Benjamin Goltz im damals ostpreußischen Elbing geboren. Die erfolgreiche Schulzeit des „stillen, zarten Träumers“, wie er von seiner drei Jahre älteren und einzigen Schwester beschrieben worden ist, erfuhr einen jähen Bruch, als die Familie 1886 den gesamten Besitz verlor und nach Königsberg übersiedelte. Der Besuch des Gymnasiums war aus Kostengründen nicht weiter möglich, weswegen Hans Goltz’ Schulkarriere auf der lateinischen höheren Schule in Königsberg endete. Die nachfolgende Ausbildung zum Buchhändler führte den 17-Jährigen nach Bamberg, da sein ursprünglicher Ausbildungsbetrieb aus wirtschaftlichen Gründen geschlossen werden musste.
1904 ließ sich Hans Goltz in München nieder. 1910 übernahm er die Buch- und Kunsthandlung Ulrich Putze in der Brienner Straße 8, die er selbständig als Buch- und Kunsthandlung weiterführte und die sich im Laufe der Jahre zu einem Aufsehen erregenden Kunstzentrum entwickeln sollte. Einen guten Ruf als Kunstkenner erwarb er sich mit den im eigenen Verlag herausgegebenen „Goltz-Bänden“, Büchern in Kleinstauflage und in von Künstlern wie Georg Schrimpf handbemalten Einbänden der Kunstbuchbinder Carl Herkomer und Carl Sonntag jun.

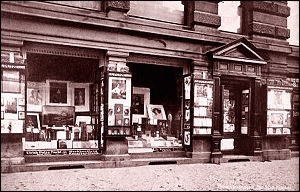
Die Galerie Goltz in München, 1912

 Vom 2. Februar bis zum 18. März 1912 fand hier die zweite, in der Münchener Bevölkerung kontrovers aufgenommene Ausstellung der Redaktion Der Blaue Reiter unter dem Titel Schwarz-Weiss statt.
Mit der Gründung der Galerie Neue Kunst – Hans Goltz  in bester Lage, direkt am Odeonsplatz, unternahm Goltz im September 1912 den entscheidenden Schritt in die kunsthändlerische Professionalität. In mehr als 160 Ausstellungen versuchte Goltz in der Folgezeit, das Münchner Publikum mit der modernen Kunst des In- und Auslandes bekannt zu machen und präsentierte Gemälde, Grafiken, Skulpturen und Kunsthandwerk des Fauvismus, Kubismus und Expressionismus. Die fast unüberschaubare Anzahl der Künstler der Avantgarde reicht in der alphabetischen Aufzählung von Hans Arp bis Emil Zoir.
Zahlreiche druckgrafische Mappenwerke, die im Eigenverlag erschienen sind, sollten für die Verbreitung zeitgenössischer Kunst sorgen. Die 1914 edierten zwei Mappen „Kriegsbilderbogen Münchner Künstler“ wurden 1937 in der Aktion „Entartete Kunst“ aus mehreren Museen beschlagnahmt.
Nachdem die Galerie Neue Kunst – Hans Goltz über die Buchhandlung Goltz verlegt worden war, fanden neben Ausstellungen Vorträge über neue Literatur statt. Else Lasker-Schüler und Franz Kafka zählten zu den Vortragenden. Kafka hielt in der Buchhandlung Goltz seine einzige Lesung außerhalb Prags ab, die in der bayerischen Metropole allerdings wenig positiven Widerhall fand. Und doch saß in jener wegen kriegsbedingter Holzknappheit unbeheizten Veranstaltung im November 1916 unter den Zuhörern ein Begeisterter: Rainer Maria Rilke.
Die Nachbeben des Ersten Weltkrieges, die beispielsweise die Münchner Räterepublik zur Folge hatten, bewogen Hans Goltz dazu, das Flugblatt „Ararat“ mit politischem Inhalt herauszugeben. „Ararat“ wandelte sich allerdings im Jahr 1920 zu einer reich bebilderten Kunstzeitschrift. Zu jenem Zeitpunkt war Hans Goltz bereits Generalvertreter des deutsch-schweizerischen Malers Paul Klee geworden, der im Februar 1920 bemerkte: „Goltz arbeitet bisher sehr gut“. Nicht alle waren begeistert von Hans Goltz’ Engagement für die moderne Kunst. Zwiespältige Reaktionen in Bevölkerung und Presse erfuhr Hans Goltz zuhauf. Zu den negativsten ist wohl jene im Völkischen Beobachter vom 29. März 1923 zu zählen:
„Seit zehn Jahren wütet eine eigenartige Geistesseuche in unserer Stadt, Neue Kunst, Expressionismus, von uns Kunstpest genannt. […] Dabei ist erfreulich, dass diese Pest nicht zu einer allgemeinen septischen Verseuchung führte, sondern sich in Abszessen sammelte, die man nur aufzuschneiden braucht. So ein Abszess ist die Kunsthandlung ‚Goltz‘, Herr Goltz feiert gegenwärtig das zehnjährige Jubiläum der Kunstpest durch eine Ausstellung. Sie zeigt an Werten der bildenden Kunst die ganze pestilentische Entzündung, phosphoreszierende Fäulnis und den starren Todeskampf des verlogenen, von der Natur abgeirrten Geistern in allen Varianten – von der ungehemmten Tollwut bis zur hohlen Idiotie –, von der schamlosesten Gemeinheit bis zum religiösen Wahnsinn.“

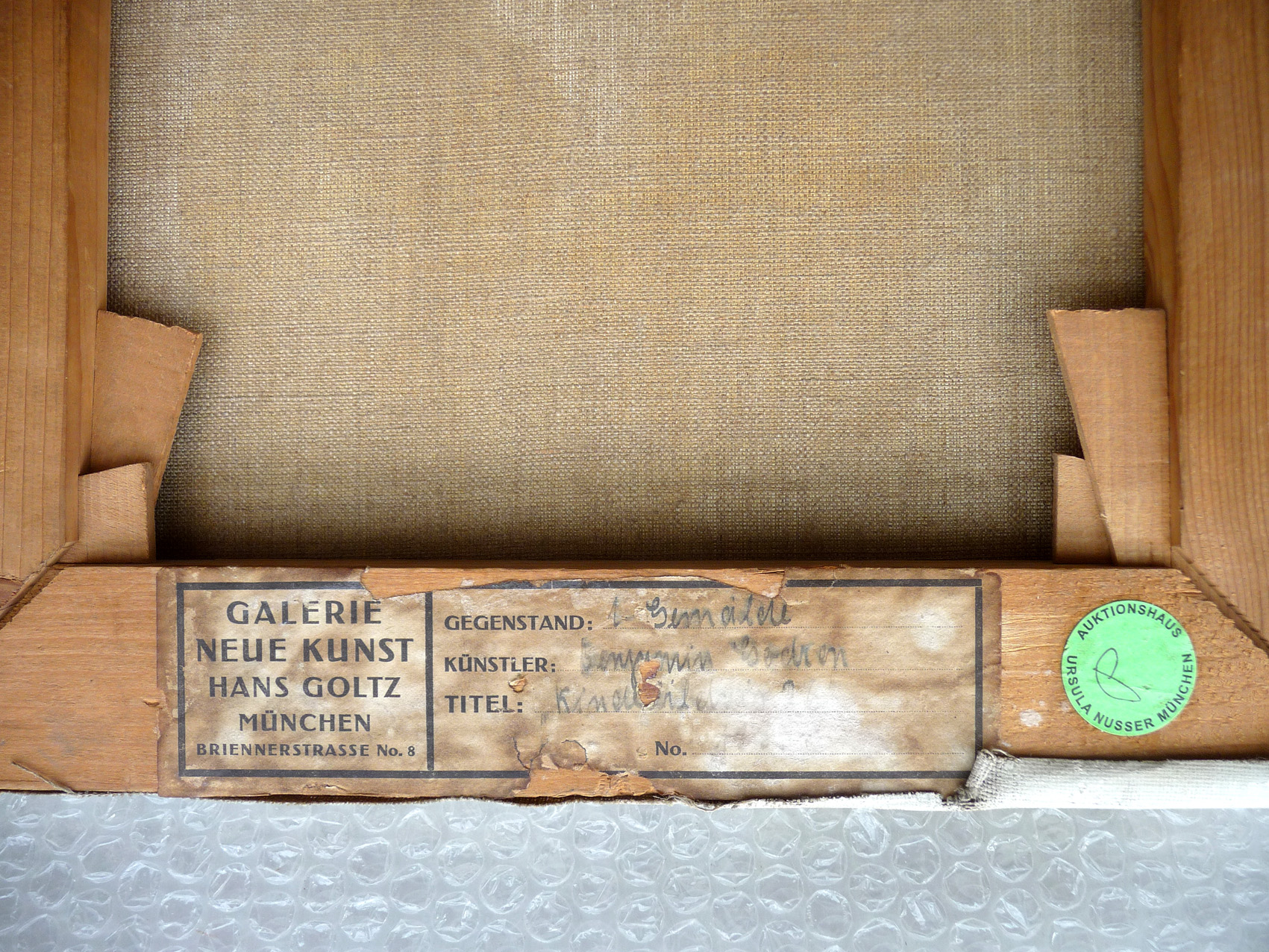
Rückseite eines Gemäldes von Benjamin Godron aus dem Jahr 1926 mit Aufkleber der Galerie Neue Kunst

Unberührt blieb Hans Goltz von derlei Anfeindungen keineswegs. Abstand und Erholung suchte er in Baden-Baden; seine Tochter Charlotte berichtete, dass er die Kurstadt geliebt habe. Durch Pressehäme und Morddrohungen gesundheitlich stark in Mitleidenschaft gezogen, suchte er auch im Herbst 1927 Ruhe in Baden-Baden und starb dort völlig unerwartet am 21. Oktober 1927. Der Buch- und Kunsthandel wurde von seiner Witwe Gertrud und seinem Sohn Hans-Joachim fortgeführt. Sie zogen 1928 in die Briennerstraße 55 um und eröffneten dort das Goltz-Eck.
Der bayerische Schriftsteller Oskar Maria Graf hat ihm in seiner letzten Autobiografie „Gelächter von außen“ mit der Einschätzung, Hans Goltz sei der „berühmteste Pionier der modernen Kunst“, ein literarisches Denkmal gesetzt. In der Türkenstrasse in München existierte bis zum Januar 2013 die Kunstbuchhandlung Goltz, die im Besitz seiner Nachfahren war.
In München-Obermenzing ist der Hans-Goltz-Weg nach ihm benannt.